# キム・ジェヨン
キム・ジェヨン（韓国語：김재영、1988年9月30日 - ）は、大韓民国の俳優、モデル。HBエンターテインメント所属。

## 出演

### 映画
- 君に泳げ！（2013年）- テチャン役[1]
- アンダードッグ 二人の男（2016年）- カン・ソンフン役[2]
- ゴールデンスランバー（2018年）- パク・グン役
- 金の亡者たち（2019年）- チョン・ウソン役[3]

### ドラマ
- ジェットコースター2（2012年、tvN）
- ブレードマン（2014年、KBS2）- ジェギル役
- 君を憶えてる（2015年、KBS2）- ミン・スンジュ[4]
- ヨンパリ（2015年、SBS）カメオ出演
- マスター-ククスの神（2016年、KBS2）- コ・ギルヨン役[5]
- じれったいロマンス（2017年、OCN）- チョン・ヒョンテ[6]
- ブラック（2017年、OCN）- レオ役[7]
- 脳の通りロマンス（2018年、NEVER tv）- 右脳R役[8]
- 100日の郎君様（2018年、tvN）- ムヨン役[9]
- ウンジュの部屋（2018年、O’live）- ソ・ミンソク役[10]
- シークレット・ブティック（2019年、SBS）- ユン・ソンウ役[11]
- 愛はビューティフル、人生はワンダフル（2019年、KBS2）- ク・ジュンフィ役[12]
- あなたに似た人（2021年、JTBC）- ソ・ウジェ役[13]
- 月水金火木土（2022年、tvN）- カン・ヘジン役[14]
- 旅屋おかえり（2023年、ENM） - イ・ヨンソク役[15]

### バラエティ
- ベストカップルリターンズ2（2015年、MBC）[16]
- ハートアタック（2015年、Mnet）[17]